# Пинас, Шакил
Шакил Райли Грасиано Пинас (нидерл. Shaquille Riley Graciano Pinas; род. 19 марта 1998 года, Роттердам, Нидерланды) — суринамский и нидерландский футболист, защитник шведского клуба «Хаммарбю» и сборной Суринама.

## Клубная карьера
Пинас — воспитанник клубов «Фейеноорд», АДО Ден Хааг, «Алфенс Бойз» и «Дордрехт». 20 января 2017 года в матче против дублёров «Утрехта» он дебютировал в Эрстедивизи в составе последнего. Летом того же года вернулся в АДО Ден Хааг. 16 декабря в матче против ПСВ он дебютировал в Эредивизи.
В 2021 году дебютировал за сборную Суринама.